# Люксембург (Дагестан)
Люксембу́рг (Розы Люксембург) — село в Бабаюртовском районе Дагестана.
Образует сельское поселение село Люксембург как единственный населённый пункт в его составе.

## Географическое положение
Расположено на федеральной трассе Астрахань-Махачкала, в 7 км к северу от села Бабаюрт.

## История
Село основано в 1900 году как колония Романовка немцами-лютеранами, переселенцами с Волыни. Постановлением Президиума ЦИК ДАССР от 12 сентября 1925 г. колония Романовка переименована в Люксембург.
На основании секретного постановления ГКО № 827 «О переселении немцев из Дагестанской и Чечено-Ингушской АССР» от 22 октября 1941 года всё немецкое население села было переселено в Сибирь и Казахстан, а село было заселено ногайцами из ногайский сел — Качалай и Караозек. По некоторым сведениям на 2007 год в селе ещё проживали две немецкие семьи. Начиная с первой половины XVII ногайцы начали активно переселяться на территорию Прикаспийской низменности, в частности на Терско-Сулакское междуречье (Кумыкская равнина) из исторической их родины — Ногайской степи, главным образом из Ногайского района. на 2021 год, 57,06% населения кумыки. 
В середине 60-х годов к селу был присоединён хутор Полтавский (ныне северная часть села).

## Население
| 1914  | 1926  | 1939  | 1959  | 1970  | 1989  | 2002  |
| ----- | ----- | ----- | ----- | ----- | ----- | ----- |
| 432   | ↘337  | ↗758  | ↗1774 | ↗2035 | ↘1390 | ↗1508 |
| 2010  | 2012  | 2013  | 2014  | 2015  | 2016  | 2017  |
| ↗1679 | ↗1690 | ↘1683 | ↗1699 | ↗1720 | ↗1723 | ↘1720 |
| 2018  | 2019  | 2020  | 2021  | 2023  | 2024  | 2025  |
| ↗1733 | ↘1707 | ↘1704 | ↗1754 | ↗1768 | ↘1767 | ↘1760 |

Национальный состав
По данным Всесоюзной переписи населения 1926 года:
| № | Национальность   | Численность, чел. | Доля |
| - | ---------------- | ----------------- | ---- |
| 1 | российские немцы | 328               | 97 % |
| 2 | русские          | 9                 | 3 %  |

По данным Всероссийской переписи населения 2010 года:
| № | Национальность   | Численность, чел. | Доля  |
| - | ---------------- | ----------------- | ----- |
| 1 | кумыки           | 1065              | 63 %  |
| 2 | ногайцы          | 265               | 16 %  |
| 3 | чеченцы          | 174               | 10 %  |
| 4 | аварцы           | 117               | 7 %   |
| 5 | российские немцы | 9                 | 0,5 % |
| 6 | другие           | 49                | 3,5 % |

По данным Всероссийской переписи населения 2021 года:	
| №        | Национальность | Численность, чел. | Доля    |
| -------- | -------------- | ----------------- | ------- |
| 1        | кумыки         | 1 001             | 57,06 % |
| 2        | ногайцы        | 276               | 15,7 %  |
| 3        | аварцы         | 116               | 6,61 %  |
| 4        | чеченцы        | 113               | 6,44 %  |
| 4.000001 | не указавшие   | 169               | 9,63 %  |
| 4.000002 | прочие         | 69                | 3,93 %  |
| 4.000003 | всего          | 1 754             | 100 %   |

## Хозяйство
В советский период в селе существовал колхоз им. К. Либкнехта.